# イゴール・スベルディア
- イゴール・ズベルディア

イゴール・スベルディア・エロルサ（Igor Zubeldia Elorza , 1997年3月30日 - )は、スペイン・バスク州ギプスコア県アスコイティア出身のプロサッカー選手。プリメーラ・ディビシオンのレアル・ソシエダに所属している。ポジションはDF、MF。

## 来歴
2008年に地元のレアル・ソシエダに入団。2015年6月にセグンダ・ディビシオンB所属のBチームに昇格。8月29日のCDエブロ戦でプロデビュー。すぐさまBチームの主力選手となり、2016年2月25日には2021年までの契約に合意した。
2015-16シーズン終盤にトップチームに昇格。5月13日のバレンシアCF戦で、ラ・リーガデビューを果たし、1-0の勝利に貢献。2017年12月20日のセビージャFC戦でプロ初ゴールを決めた。
2018年6月29日、ソシエダと2024年までの契約に合意した。この2018-19シーズンからイマノル・アルグアシルがクラブの新監督に就任すると、本職のアンカーからセンターバックで起用される試合が増え、2021-22シーズンからはキャプテンマークを巻くこともしばしば見られるようになった。

## 代表経歴
2015年からユース世代のスペイン代表に招集され、2018年にはU-21代表に選出されている。

## タイトル

### クラブ
レアル・ソシエダ
- コパ・デル・レイ：1回（2019-20）